# Coryphocorixa
Coryphocorixa is een geslacht van wantsen uit de familie van de Corixidae (Duikerwantsen). Het geslacht werd voor het eerst wetenschappelijk beschreven door Popov in 2014.

## Soorten
Het genus is monotypisch en bevat alleen de volgende soort:

- Coryphocorixa zhangi Popov, 2014